# Сабао (титул)
Сабао (кит. 薩保, пиньинь Sàbǎo — «защитник» или «страж») — официальный китайский титул в V—VII вв. н. э., которым называли назначаемых правительством лидеров согдийской общины иммигрантов-торговцев. Слово сабао происходит от согдийского слова s'rtp'w, что означает «предводитель каравана». Корни этого термина лежат в буддийском термине sarthavaha из санскрита.
Сабао также часто имели титулы «префектов» с региональными обязанностями в китайской администрации: Ань Цзя был сабао и великим губернатором (大都督, Dàdūdū) префектуры Тонг.
Они ведали коммерческими делами иностранных купцов из Центральной Азии, занимающихся бизнесом в Китае, а также зороастрийскими делами. Различные сабао известны из их эпитафий, таких как Ань Цзя, Виркак или Ю Хун.
Гробницы сабао в Китае являются одними из самых роскошных того периода в этой стране и лишь немного уступают имперским гробницам, что позволяет предположить, что сабао были одними из самых богатых представителей населения.

## Гробницы сабао
- Гробница Ань Цзя, 579 г. н. э., Институт археологии провинции Шэньси
- Гробница Виркака, 580 г. н. э., городской музей Сианя
- Могила Ю Хуна, 592 г. н. э., Музей Шаньси